# Mercan'Tour Classic Alpes-Maritimes 2021
La 1.ª edición de la clásica ciclista Mercan'Tour Classic Alpes-Maritimes fue una carrera en Francia que se celebró el 24 de mayo de 2021 con inicio en la ciudad de Saint-Sauveur-sur-Tinée y final en alto en el Col de Valberg en la ciudad de Guillaumes sobre un recorrido de 149,9 kilómetros.
La carrera formó parte del UCI Europe Tour 2021, calendario ciclístico de los Circuitos Continentales UCI, dentro de la categoría 1.1 y fue ganada por el francés Guillaume Martin del Cofidis, Solutions Crédits. Completaron el podio, como segundo y tercer clasificado respectivamente, los también franceses Aurélien Paret-Peintre del AG2R Citroën y Bruno Armirail del Groupama-FDJ.

## Equipos participantes
Tomaron parte en la carrera 16 equipos: 4 de categoría UCI WorldTeam, 7 de categoría UCI ProTeam y 5 de categoría Continental. Formaron así un pelotón de 101 ciclistas de los que acabaron 47. Los equipos participantes fueron:
| WorldTeams (4)- AG2R Citroën Team - Cofidis - EF Education-Nippo - Groupama-FDJ ProTeams (7)- Arkéa-Samsic - B&B Hotels p/b KTM - Burgos-BH - Delko - Total Direct Énergie - Uno-X Pro Cycling Team - Vini Zabù Equipos continentales (5)- Amore & Vita-Prodir - Saint Michel-Auber 93 - Vorarlberg - Vino-Astana Motors - Work Service-Marchiol-Dynatek |
| |

## Clasificación final
- Las clasificaciones finalizaron de la siguiente forma:[3]

| \| Clasificación general \| Clasificación general \| Clasificación general \| Clasificación general \| Clasificación general \| \| Ciclista \| Ciclista \| Equipo \| Tiempo \| \| \| --------------------- \| ---------------------- \| ---------------------- \| --------------------- \| --------------------- \| \| 1.º \| Guillaume Martin \| Cofidis \| 4 h 23 min 56 s \| \| \| 2.º \| Aurélien Paret-Peintre \| AG2R Citroën Team \| + 1 min 42 s \| \| \| 3.º \| Bruno Armirail \| Groupama-FDJ \| + 1 min 42 s \| \| \| 4.º \| Anthony Perez \| Cofidis \| + 2 min 40 s \| \| \| 5.º \| Mathias Frank \| AG2R Citroën Team \| + 2 min 43 s \| \| \| 6.º \| Adrià Moreno \| Team Vorarlberg \| + 2 min 53 s \| \| \| 7.º \| Jérémy Cabot \| Total Direct Énergie \| + 2 min 56 s \| \| \| 8.º \| Roland Thalmann \| Team Vorarlberg \| + 3 min 05 s \| \| \| 9.º \| Idar Andersen \| Uno-X Pro Cycling Team \| + 3 min 20 s \| \| \| 10.º \| Jaakko Hänninen \| AG2R Citroën Team \| + 3 min 36 s \| \| |                        |                        |                 |
| |                        |                        |                 |
| Fuente: ProCyclingStats |                        |                        |                 |
| Clasificación general |                        |                        |                 |
| Ciclista | Ciclista               | Equipo                 | Tiempo          |
| 1.º | Guillaume Martin       | Cofidis                | 4 h 23 min 56 s |
| 2.º | Aurélien Paret-Peintre | AG2R Citroën Team      | + 1 min 42 s    |
| 3.º | Bruno Armirail         | Groupama-FDJ           | + 1 min 42 s    |
| 4.º | Anthony Perez          | Cofidis                | + 2 min 40 s    |
| 5.º | Mathias Frank          | AG2R Citroën Team      | + 2 min 43 s    |
| 6.º | Adrià Moreno           | Team Vorarlberg        | + 2 min 53 s    |
| 7.º | Jérémy Cabot           | Total Direct Énergie   | + 2 min 56 s    |
| 8.º | Roland Thalmann        | Team Vorarlberg        | + 3 min 05 s    |
| 9.º | Idar Andersen          | Uno-X Pro Cycling Team | + 3 min 20 s    |
| 10.º | Jaakko Hänninen        | AG2R Citroën Team      | + 3 min 36 s    |

## UCI World Ranking
Mercan'Tour Classic Alpes-Maritimes otorgó puntos para el UCI World Ranking para corredores de los equipos en las categorías UCI WorldTeam, UCI ProTeam y Continental. Las siguientes tablas muestran el baremo de puntuación y los 10 corredores que obtuvieron más puntos:
| Posición   | 1.º | 2.º | 3.º | 4.º | 5.º | 6.º | 7.º | 8.º | 9.º | 10.º | 11.º | 12.º | 13.º-15.º | 16.º-25.º |
| Puntuación | 125 | 85  | 70  | 60  | 50  | 40  | 35  | 30  | 25  | 20   | 15   | 10   | 5         | 3         |

| Clasificación |                        |                            |        |
| Posición      | Ciclista               | Equipo                     | Puntos |
| ------------- | ---------------------- | -------------------------- | ------ |
| 1.º           | Guillaume Martin       | Cofidis, Solutions Crédits | 125    |
| 2.º           | Aurélien Paret-Peintre | AG2R Citroën               | 85     |
| 3.º           | Bruno Armirail         | Groupama-FDJ               | 70     |
| 4.º           | Anthony Perez          | Cofidis, Solutions Crédits | 60     |
| 5.º           | Mathias Frank          | AG2R Citroën               | 50     |
| 6.º           | Adrià Moreno           | Vorarlberg                 | 40     |
| 7.º           | Jérémy Cabot           | Total Direct Énergie       | 35     |
| 8.º           | Roland Thalmann        | Vorarlberg                 | 30     |
| 9.º           | Idar Andersen          | Uno-X                      | 25     |
| 10.º          | Jaakko Hänninen        | AG2R Citroën               | 20     |